# Impudentia crioceris
Impudentia crioceris är en svampart som beskrevs av Vujan. 2003. Impudentia crioceris ingår i släktet Impudentia, divisionen sporsäcksvampar och riket svampar.   Inga underarter finns listade i Catalogue of Life.